# Cytotyp
Ein Cytotyp oder eine Chromosomenrasse ist eine Sippe innerhalb einer Art, meist bei Pflanzen, die sich durch ihre Chromosomenzahl oder durch andere Chromosomenmerkmale von den anderen Sippen der Art unterscheidet, wenn sich durch diese Unterschiede keine morphologischen Unterschiede ergeben. 
Ein Beispiel ist das Kletten-Labkraut, das in drei Ploidiestufen vorkommt, ohne dass diese Sippen sich morphologisch unterscheiden. 